# Péyi An Nou
Péyi An Nou est une bande dessinée documentaire — quelquefois désignée comme roman graphique — écrite par Jessica Oublié pour le scénario et Marie-Ange Rousseau pour le dessin. Elle a été publiée par les éditions Steinkis (Steinkis Groupe) en octobre 2017. 
L'album a remporté le Prix BD du livre politique en 2018 : France Culture lui décerne la récompense en le qualifiant de « création artistique qui permet à ses lecteurs d'affûter leur sens critique sur des grands enjeux politiques contemporains ».

## Synopsis
Il raconte l'exil des habitants et habitantes des Antilles françaises vers la France métropolitaine dans les années 1950 et 1960. À cette époque, il y avait beaucoup de travail en France et peu aux Antilles ; pour résoudre ses besoins, le gouvernement payait le voyage aller aux antillais, les faisant émigrer en France. Cette migration pouvait aussi aider à résoudre des problèmes de contestation politique locaux, selon le gouvernement. À partir des années 1960, cette migration était organisée par le Bureau pour le développement des migrations dans les départements d'outre-mer (dit Bumidom). Mais, arrivé sur place, le migrant ou la migrante était souvent déçue : un salaire maigre, des conditions de vie peu agréables, un plan de carrière inexistant, démontraient un certain mépris des métropolitains,.

## Genèse de l'œuvre
L'inspiration de ce roman vient à Jessica Oublié lorsqu'elle apprend que son grand-père, vivant en Guadeloupe, est gravement malade.
Les autrices écrivent cette bande dessinée après deux ou trois ans d'enquête aux Antilles et en métropole. Elles présentent aussi bien les conditions dites anecdotiques (cuisine, proverbes, créole, bricolages culturels) que les questions dites de fond (conditions de travail, conséquences pour la société antillaise, fissures généalogiques). Cette bande dessinée est également une autobiographie semi-réaliste de Jessica Oublié.
Dans leur travail d'enquête, les autrices ont été aidées par divers spécialistes. Monique Milia-Marie-Luce, historienne, est intervenue pour montrer l'importance de l'histoire avec la France dans la durée, de l'esclavage à la loi de départementalisation, en 1946. Serge Mam-Lam-Fouck, historien également, a présenté les points communs avec la Guyane et la Réunion, en particulier avec l'affaire des Enfants de la Creuse. À la fin de l'œuvre, l’historien Pap Ndiaye et la psychanalyste Yolande Govindama en présentent les conséquences contemporaines. Françoise Vergès montre que la conception de l'outremer en France reste ethnique et centrée sur la France.
Enfin, cette bande dessinée est un hommage à tous ceux et toutes celles qui ont quitté leur pays pour que la France soit aux français.

## Accueil critique
Sur BD Gest, la chronique souligne le « minutieux travail de vérification de renseignements », les illustrations de Marie-Ange Rousseau adoptent un  « style simple au trait épais », « coloré » ; néanmoins, le choix du format ne convainc pas. BD Zoom en revanche estime que « le choix de la bande dessinée est très convaincant » et souligne à son tour la qualité de cette enquête. Tout en BD, qui accueille positivement le scénario très documenté, signale le « graphisme clair » de la dessinatrice. Planète BD estime que Jessica Oublié « parvient à ne jamais ennuyer et instruit tout en divertissant ». BoDoï souligne également le haut niveau d'investigation dans le scénario ; le dessin reflète « un registre semi-réaliste sobre et efficace, tout en rondeurs et en couleurs tranchées ». Les quelques « défauts de jeunesse » de l'album ne diminuent pas ses mérites.